# Saffi di Perlis
Tuan Syed Sharif Safi ibni al-Marhum Tuan Syed Alawi Jamal ul-Lail (Kedah, 10 settembre 1862 – Arau, 30 dicembre 1904) è stato ragià di Perlis in Malaysia dal 1897 al 1904.

## Biografia
Saffi di Perlis nacque nel Kedah il 10 settembre 1862 ed era figlio di Tuan Syed Alawi ibni al-Marhum Tuan Syed Ahmad Jamal ul-Lail e di sua moglie Wan Fatima binti Dato' Wan Ismail. Venne educato presso il Corpo reale dei paggi di Bangkok e presso il St Xavier's Institution di Penang. Il re del Siam gli concesse il titolo di Kun Phra' Mo immediatamente dopo la sua nomina a erede presuntivo con il titolo di Phra' Sundara.
Ascese al trono alla morte del nonno il 17 febbraio 1897. Il re del Siam, all'epoca protettore del Perlis, lo investì ufficialmente al Grande Palazzo Reale di Bangkok il 13 maggio successivo. Il suo regno fu breve ma notevole per gli sforzi compiuti nel migliorare le prospettive economiche dello Stato, grazie alla costruzione di strade, l'istituzione di un regolare servizio di barche a Penang, l'istituzione di sistemi igienico-sanitari, la costruzione di scuole, la promozione dell'agricoltura e della produzione di gomma e all'attrazione di investitori. Grazie a queste iniziative aumentarono sia la popolazione che le entrate statali. 
Si sposò cinque volte ed ebbe dieci figli, quattro maschi e sei femmine.
Morì dopo un'operazione per rimuovere un ascesso al fegato, all'Istana di-Raja di Arau il 30 dicembre 1904 e fu sepolto nel mausoleo reale della città.